# Васильки (Баштанський район)
Васильки —  селище в Україні, у Снігурівській міській громаді Баштанського району Миколаївської області. Населення становить 142 особи.

## Населення

### Мова
Розподіл населення за рідною мовою за даними перепису 2001 року:
| Мова       | Кількість | Відсоток |
| ---------- | --------- | -------- |
| українська | 135       | 95.07%   |
| румунська  | 5         | 3.52%    |
| російська  | 2         | 1.41%    |
| Усього     | 142       | 100%     |